# Nekima Levy Armstrong
Nekima Valdez Levy Armstrong (Jackson, 27 de junho de 1976), nascida Nekima Levy-Pounds,  é uma advogada, professora, ativista e ministra americana. Atuou como presidente do capítulo de Minneapolis da NAACP entre 2015 e 2016.
Levy Armstrong foi professora associada de Direito na Universidade de St. Thomas (UST) em Minneapolis entre 2003 e 2016. Após deixar seu cargo na UST, e concluir seu mandato como presidente da NAACP de Minneapolis, ela anunciou sua intenção de concorrer à prefeitura de Minneapolis nas eleições de 2017, a qual terminou em quinto lugar. Nekima já escreveu várias matérias para múltiplas publicações locais, incluindo a Star Tribune e MinnPost, e foi reconhecida por seu trabalho jurídico, chegando a ser nomeada Procuradora do Ano de 2015 pelo Minnesota Lawyer.

## Início
Nekima Valdez Levy Armstrong nasceu em 27 de junho de 1976, em Jackson, Mississippi, sendo a irmã mais velha de cinco. Ela se mudou para o centro-sul de Los Angeles depois de passar os oito primeiros anos de sua vida em Mississippi e, aos catorze anos, foi aceita para frequentar a Brooks School em North Andover, Massachusetts, como estudante de internato. Ela recebeu seu bacharelado pela Universidade do Sul da Califórnia e seu doutorado profissional pela Faculdade de Direito da Universidade de Illinois. Levy Armstrong viveu em Los Angeles até 2003, quando se mudou para Minnesota.

## Carreira

### Trabalho como professora e projetos iniciais (2003-2014)
Levy Armstrong começou a ensinar Direito em 2003, como professora associada na Universidade de St. Thomas. Em suas pesquisas, ela se concentrou nas guerra às drogas, encarceramento, sentenças mandatórias e diretrizes de sentenciamento, principalmente em como estes afetam mulheres e crianças de cor, mas também jovens negros. Em 2006, Levy Armstrong fundou o Projeto de Justiça Comunitário (CJP), uma parceria entre a Faculdade de Direito da UST e o capítulo de Saint Paul da Associação Nacional para o Avanço das Pessoas de Cor (NAACP). O CJP permite que os estudantes de Direito interessados em trabalhar com comunidades carentes obtenham experiência por meio de trabalhos acadêmica, fóruns e interação com governos e comunidades locais.
Em 2011, Levy Armstrong, junto da ativista e escritora Lissa Jones, começou a arrecadar fundos para que um novo museu de história afro-americana pudesse ser erguido em South Minneapolis. Apesar de ter recebido uma bolsa da Sociedade Histórica de Minnesota, assim como grandes doações e empréstimos de importantes organizações comunitárias como a Fundação Carl Pohlad, o projeto acabou sendo cancelado sem planos para reativação.
Levy Armstrong foi co-fundadora da Brotherhood Inc., uma organização dedicada a ajudar jovens afro-americanos a se manterem longe de atividades de gangue e prisões. Utilizando o que Levy Armstrong descreveu como "uma abordagem holística comprovada à construção de comunidades que emprega serviços sociais culturalmente sensíveis, oportunidades educacionais e emprego na região", a Brotherhood começou com a venda de um blend de café, chamado de Brotherhood Brew, e atualmente planeja abrir um café em Saint Paul. Ela preside o Comitê para Conselhos do Estado de Minnesota da Comissão de Direitos Civis dos Estados Unidos, assim como a Everybody In, uma organização sem fins lucrativos com o objetivo de reduzir as diferenças raciais de emprego na área de Minneapolis-Saint Paul. Como escritora, ela teve artigos de opinião e outros textos publicados no Twin Cities Daily Planet, MinnPost e Star Tribune. Ela também costumava pregar na Igreja da Primeira Aliança de Minneapolis bimensalmente.
Levy Armstrong já recebeu vários prêmios, chegando a ser nomeada uma das "50 Under 50" pela Lawyers of Color, Procurador do Ano pela Minnesota Lawyer's em 2015, além de ter recebido o Prêmio Diversidade da Associação de Advogados do Condado de Hennepin.

### Black Lives Matter (2014-2015)
Em meados de 2014, Levy Armstrong participou dos protestos contra violência policial em Ferguson, Missouri. Em dezembro de 2014, ela participou de um protesto contra a brutalidade policial do Black Lives Matter no Mall of America, em Bloomington, Minnesota. Ela, junto de outros dez manifestantes, foram acusados pela cidade de Bloomington por conduta desordeira e invasão, as quais acarretam uma multa de até US$ 8 000 e até dois anos na prisão. As demandas por restituição de US$ 40 000 contra os manifestantes foram posteriormente retiradas pela cidade. Em novembro de 2015, um juiz do condado de Hennepin rejeitou as acusações contra Levy Armstrong e os dez outros acusados pela cidade.

### Presidência da NAACP de Minneapolis (2015–2016)
Até 2015, o presidente do capítulo da NAACP em Minneapolis era Jerry McAfee, quando Levy Armstrong decidiu concorrer. Ela venceu a eleição sem oposição, mas sofreu críticas de McAfee, que afirmou que ela estava focada demais em questões de brutalidade policial em detrimento de assuntos como crimes perpetrados contra afro-americanos por afro-americanos. Levy Armstrong afirmou que esperava aumentar o envolvimento de jovens com a NAACP durante seu mandato na organização. Ela tem criticado as disparidades raciais na região de Minneapolis-St. Paul, afirmando serem uma das piores no país.
Em novembro de 2015, após a morte de Jamar Clark pelos policiais de Minneapolis, Levy Armstrong participou de um bloqueio humano na Interestadual 94. Dos aproximadamente 40 manifestantes, Levy Armstrong foi uma das primeiras a serem apreendidas durante a ação. MinnPost escreveu que ela atuou como líder nos protestos seguintes relacionados à morte de Clark.
Levy Armstrong deixou seu cargo de professora na UST no final de julho de 2016 para se dedicar em tempo integral à luta pela justiça econômica e racial. Ela anunciou em outubro daquele ano que não tinha pretensões de tentar um segundo mandato como presidente da NAACP, mas que "[planejava] ter uma presença ainda mais visível na comunidade". Para sucessor, Levy Armstrong nomeou Jason Sole, ativista e professor de justiça criminal. Ele venceu a eleição e elogiou Levy Armstrong por liderar o capítulo de Minneapolis ao apoio ao BLM, descrevendo o capítulo como "o único no país que se mantém está tão perto do Black Lives Matter".

### Eleição municipal (2016-2017)
Em 15 de novembro de 2016, um ano após a morte de Jamar Clark, Levy Armstrong anunciou sua intenção de concorrer à prefeitura de Minneapolis nas eleições de 2017, como membro do Partido DFL de Minnesota. O anúncio foi realizado do lado de fora da 4ª Delegacia de Minneapolis, onde houve manifestos no ano anterior contra a morte de Clark. Ela enfrentou a prefeita em exercício, Betsy Hodges, membro do mesmo partido, assim como vários outros candidatos. Apesar de concorrer como membro do DFL, Armstrong optou, em abril de 2017, por renunciar ao processo de nomeação do partido, citando o que ela descreveu como a natureza "confusa e hostil" das facções e convenções eleitorais do DFL. Ela perdeu para Jacob Frey, terminando em quinto lugar.

## Vida pessoal
Levy Armstrong morou em Brooklyn Park, Minnesota até setembro de 2015, quando se mudou para o norte de Minneapolis. Ela é casada e tem cinco filhos, dos quais dois são adotados. Ela foi ordenada ministra em 2016.

## Obras selecionadas
- «Beaten by the System and Down for the Count: Why Poor Women of Color and Children Don't Stand a Chance against U.S. Drug-Sentencing Policy». University of St. Thomas Law Journal. 3
- «From the Frying Pan into the Fire: How Poor Women of Color and Children are Affected by Sentencing Guidelines and Mandatory Minimums». Santa Clara Law Review. 47
- «Can These Bones Live: A Look at the Impacts of the War on Drugs on Poor African-American Children and Families». Hastings Race & Poverty Law Journal. 7
- «Going up in Smoke: The Impacts of the Drug War on Young Black Men». Albany Government Law Review. 6